# Latarnia morska Norrby niższa
Latarnia morska Norrby niższa (est. Norrby alumine tuletorn) – latarnia morska na estońskiej wyspie Vormsi położona nad cieśniną Voosi. Znajduje się ona na obrzeżach wsi Norrby. Wieża oraz światło mają wysokość 22 m. Emituje izofazowe białe światło o okresie 2 sekund (1+1) , widoczne na 12 Mm.